# Saroptila milichias
Saroptila milichias är en fjärilsart som beskrevs av Turner 1909. Saroptila milichias ingår i släktet Saroptila och familjen nattflyn. Inga underarter finns listade.